# Parade of the Award Nominees
Parade of the Award Nominees é um curta-metragem de animação produzido nos Estados Unidos, dirigido por Walt Disney e lançado em 1932.